# Lermoos
Lermoos é um município da Áustria, situado no distrito de Reutte, no estado do Tirol. Tem 56,41 km² de área e sua população em 2019 foi estimada em 1.158 habitantes.